# Senna nudicaulis
Senna nudicaulis är en ärtväxtart som först beskrevs av Arturo Erhardo Erardo Burkart, och fick sitt nu gällande namn av Howard Samuel Irwin och Rupert Charles Barneby. Senna nudicaulis ingår i släktet sennor, och familjen ärtväxter. Inga underarter finns listade i Catalogue of Life.